# Trittame bancrofti
Trittame bancrofti är en spindelart som först beskrevs av William Joseph Rainbow och Robert Henry Pulleine 1918.  Trittame bancrofti ingår i släktet Trittame och familjen Barychelidae.
Artens utbredningsområde är Queensland. Inga underarter finns listade i Catalogue of Life.